# Gierskoppbach
Der Gierskoppbach (auch nur Gierskopp genannt) ist ein über die Lutterbecke 11,9 km, über den Medebach 13,9 km langer rechter Nebenfluss der Ruhr im Hochsauerlandkreis, Nordrhein-Westfalen (Deutschland). Ohne seine beiden Quellbäche, Lutterbecke und Medebach, beträgt seine Länge 8,2 km. 

## Geographie

### Verlauf
Der Gierskoppbach entsteht durch den Zusammenfluss der Lutterbecke und des Medebaches in Bruchhausen. Der etwa 5,8 km lange Medebach entspringt im Sattel zwischen Öhrenstein (792,1 m) und Auf dem Sternrodt (789,4 m) auf etwa 746 m ü. NHN (⊙), fließt nach Norden und erreicht Bruchhausen nach rund 4,4 km. Die etwa 3,7 km lange Lutterbecke entspringt nördlich vom Beieck (695 m) und östlich vom Schurenstein (650 m) auf rund 600 m Höhe (⊙), fließt auch in nördliche Richtung und erreicht Bruchhausen nach rund 3,2 km. Beide Bäche vereinigen sich am nördlichen Dorfrand auf 438 m Höhe.
Nach dem Zusammenfluss fließt das nun Gierskoppbach genannte Fließgewässer zunächst in nordöstlicher Richtung und erreicht nach rund 2 km den südlichen Ortsrand von Elleringhausen. In diesem langgestreckten Dorf wendet sich der Bach in einem weiten Bogen nach Westen. Dabei umfließt er den Ruthenberg (547,5 m) in einem langen Linksbogen, erreicht wenig später Gierskopp und Olsberg und mündet dort nach 8,2 km auf 330 m Höhe rechtsseitig in die Ruhr. Der Gierskoppbach überwindet einen Höhenunterschied von 107 m, was einem mittleren Sohlgefälle von 13 ‰ entspricht.
Größtenteils fließt der Bach durch das Landschaftsschutzgebiet Gierskopp-Bachtal.

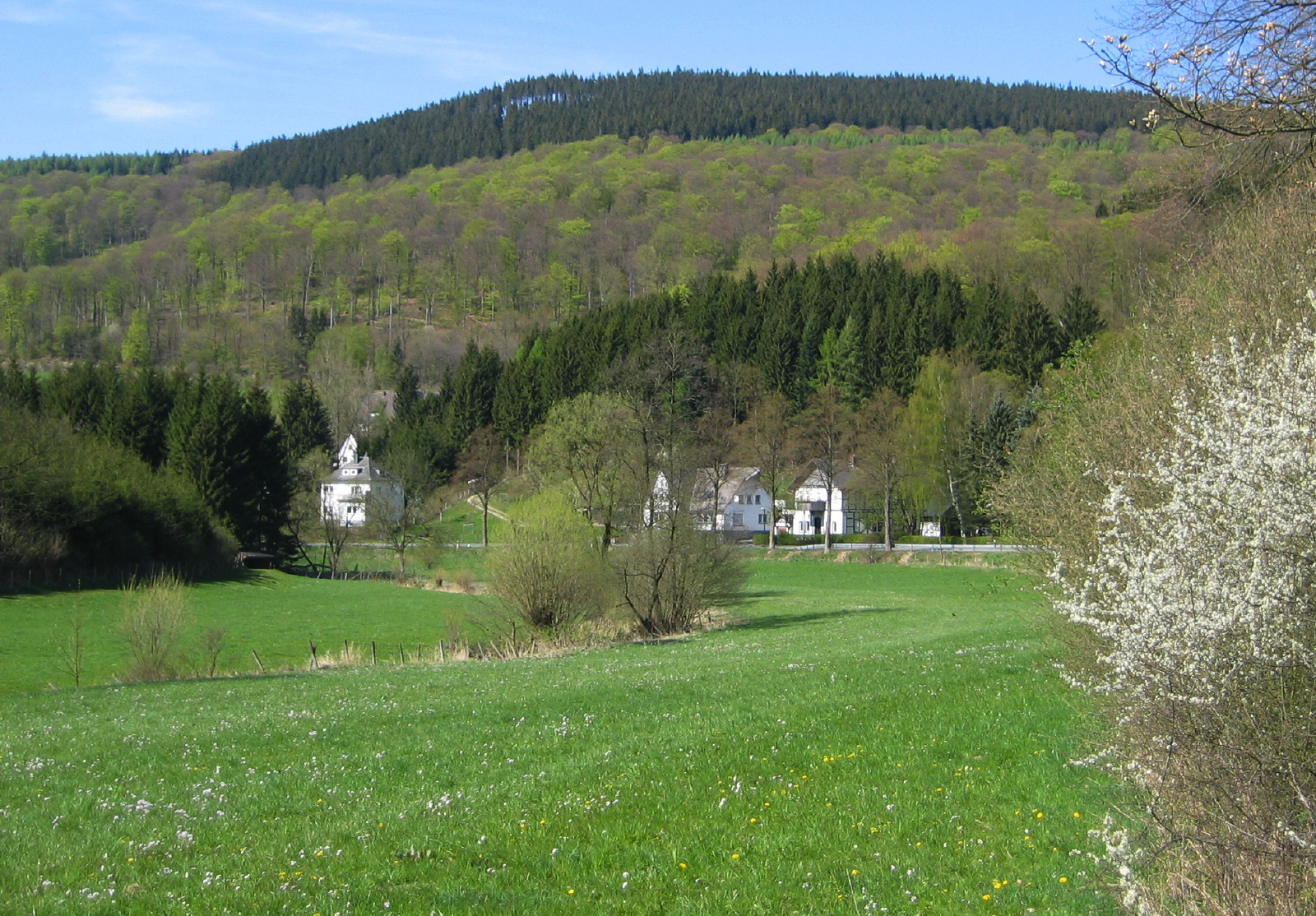
Wiesenbachtal der Gierskopp bei Elleringhausen

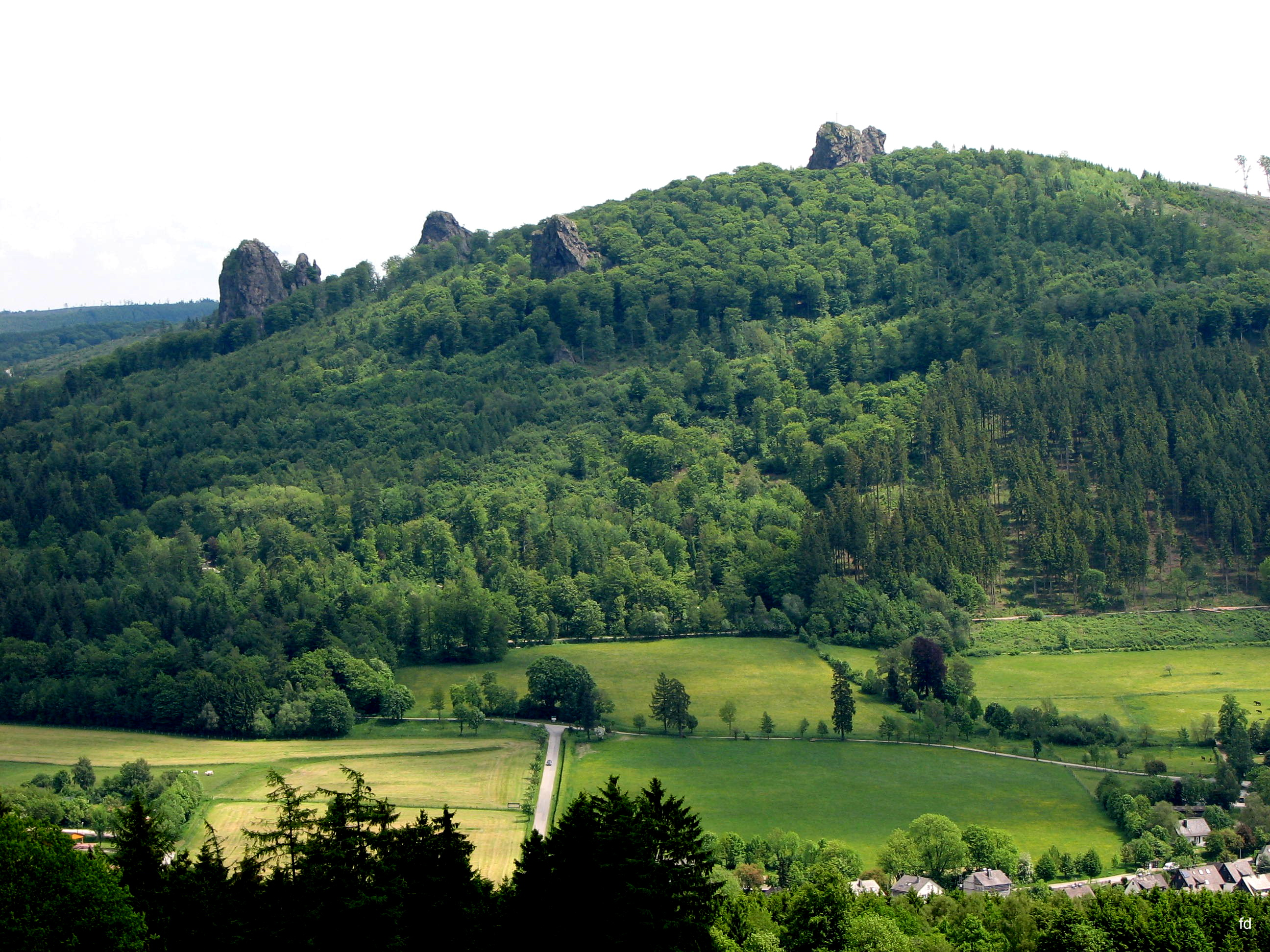
Das Gierskoppbachtal nördlich von Bruchhausen

### Landschaftsbild
Der Gierskoppbach und teils auch seine Quellbäche, an welche die Bewaldung oft direkt reicht, durchfließen landwirtschaftlich genutzte Täler, die von bewaldeten Bergen eingerahmt werden. Dazu gehören neben dem im Süden, oberhalb des Quellgebiets, befindlichen Langenberg (843,2 m) rechtsseitig im Osten der Istenberg (728 m) mit den Bruchhauser Steinen, der Ginsterkopf (663,3 m) und der Habberg (653,3 m) sowie im Norden der Borberg (670,2 m) und der Eisenberg (606,2 m). Linksseitig erheben sich der Heidkopf (715,3 m) und der Olsberg (703,8 m).

### Bachlänge, Einzugsgebiet und Zuflüsse
Das Landesvermessungsamt Nordrhein-Westfalen gibt die Länge des Gierskoppbaches unter Einbeziehung der rund 3,7 km langen Lutterbecke als Quellbach mit knapp 11,9 km an. Eigentlicher Hauptbach ist indes der etwa 5,8 km lange Medebach, mit dem der Gierskoppbach knapp 13,9 km lang ist. Das Einzugsgebiet des Medebachs ist mit 10,085 km² etwa viermal größer als jenes der Lutterbecke. Das gesamte Einzugsgebiet des Gierskoppbachs ist 35,202 km² groß.
Zu den Zuflüssen des Gierskoppbachs gehören mit orografischer Zuordnung (l = linksseitig, r = rechtsseitig), Gewässerlänge, Mündungslage und -höhe in Meter (m) über Normalhöhennull (NHN; bachabwärts betrachtet):
Quellbäche:
- Lutterbecke (l; 3,7 km), in Bruchhausen (438 m)
- Medebach (r; 5,8 km), in Bruchhausen (438 m)

Zuflüsse:
- Limmecke (Limmeke; r; 2,5 km), in Elleringhausen (395 m)
- Habbecke (r; 1,3 km), in Elleringhausen (391 m)
- Beterhohl (r; 1,7 km), in Elleringhausen (382 m)
- Schmittmecke (l; 2,4 km), unterhalb Elleringhausen (367 m)
- Wermecke (r; 1,3 km), in Olsberg-Gierskopp (347 m)
- Sitterbach (r; 4,7 km), in Olsberg (331 m)

### Ortschaften
Ortschaften am Gierskoppbach sind (bachabwärts betrachtet):
- Bruchhausen (südöstlicher Stadtteil von Olsberg)
- Elleringhausen (ostsüdöstlicher Stadtteil von Olsberg)
- Gierskopp (östliches Wohnviertel von Olsberg)
- Olsberg

### Rhein-Weser-Wasserscheide
Über die östlich des Gierskoppbachtals gelegenen Berge Istenberg, Ginsterkopf und Habberg verläuft die Rhein-Weser-Wasserscheide. Der Gierskoppbach und die ihm von den Westflanken dieser Berge zufließenden Wasserläufe fließen durch die Ruhr zum Rhein, während die Bachläufe von deren Ostflanken durch die Schmalah, Hoppecke und Diemel zur Weser fließen.

## Wandern und Sehenswertes
Entlang des Gierskoppbachs und speziell über die angrenzenden Berge verlaufen Wanderwege, auf denen man die Landschaft erkunden kann, zum Beispiel ein Abschnitt des zumeist über den Hauptkamm des Rothaargebirges verlaufenden Rothaarsteigs, der über die östlichen Berge und dort vorbei an den Bruchhauser Steinen führt. 
Zu den Sehenswürdigkeiten und Ausflugszielen am und unweit des Gierskoppbachs gehören (bachabwärts betrachtet):
- Schloss Bruchhausen
- Bruchhauser Steine
- Borbergskirchhof und Friedenskapelle auf dem Borberg